# Homocystynuria

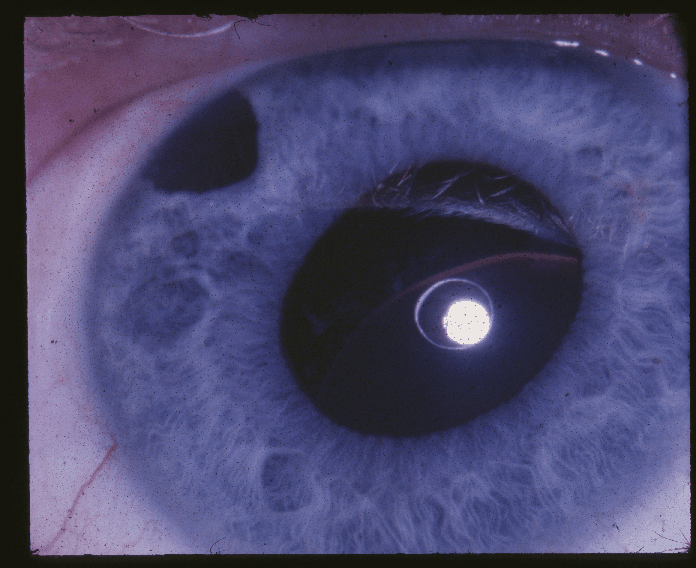

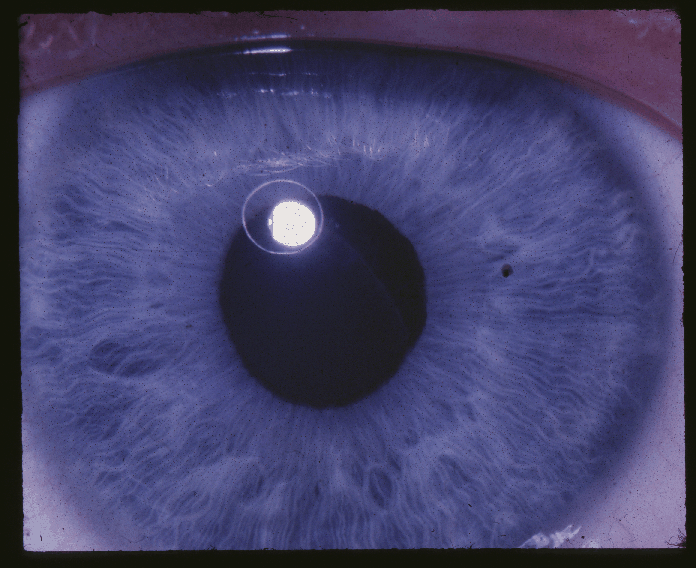

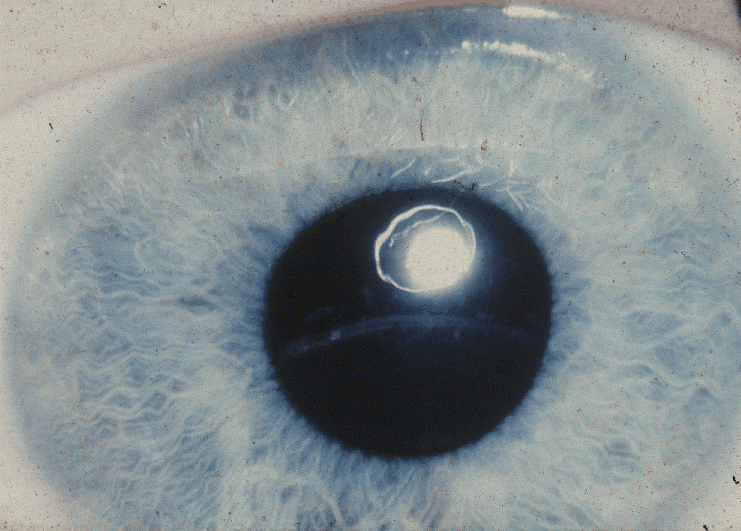
Zwichnięte soczewki u pacjentów z homocystynurią

Homocystynuria (ang. homocystinuria) – heterogenna etiologicznie, uwarunkowana genetycznie choroba metaboliczna, polegająca na nieprawidłowym metabolizmie aminokwasu metioniny. Homocystynuria charakteryzuje się podwyższonym poziomem homocysteiny w surowicy i w moczu. Najczęstszą postacią schorzenia jest homocystynuria spowodowana niedoborem i niską aktywnością enzymu syntazy β-cystationionowej (ang. cystathionine beta synthase deficiency), który katalizuje reakcję przekształcenia homocysteiny do cysteiny poprzez cystationinę. Reakcja katalizowana przez syntazę β-cystationionową wymaga udziału pirydoksyny (witaminy B6), dlatego w części przypadków homocystynurii obserwuje się poprawę po uzupełnieniu niedoboru pirydoksyny. Znanych jest dodatkowo przynajmniej siedem innych, znacznie rzadszych chorób genetycznych powodujących podobny blok metaboliczny; aby odróżnić niedobór CBS od tych rzadszych przyczyn używa się terminu klasycznej homocystynurii albo homocystynurii z powodu niedoboru syntazy β-cystationionowej. Dziedziczenie choroby jest autosomalne recesywne, obydwa allele genu CBS muszą być zmutowane, aby homocystynuria ujawniła się klinicznie. Heterozygotyczni nosiciele mutacji w jednym allelu genu CBS nie chorują. Ryzyko urodzenia kolejnego dziecka z homocystynurią wynosi 25%.
Odpowiednio wczesne wdrożenie leczenia i jego dożywotnie kontynuowanie pozwala na prawidłowy rozwój umysłowy chorych i uniknięcie obniżających jakość życia powikłań.

## Historia
Pierwszy przypadek homocystynurii został opisany w 1962 przez Carsona i Neilla w Belfaście, w Irlandii Północnej. Pacjent w wieku 7 lat został zdiagnozowany jako nietypowy przypadek zespołu Marfana z zajęciem nerek. W wieku 6 lat rozwinęło się u niego ostre kłębuszkowe zapalenie nerek, a rok później nadciśnienie. Inne objawy tego pacjenta obejmowały: opóźnienie umysłowe, jasne włosy, bladość skóry, „flushing” (napadowe zaczerwienienie policzków), arachnodaktylię, dolichostenomelię, stopę wydrążoną, wysoko wysklepione podniebienie i obustronne podwichnięcie soczewek. Gdy pacjent miał 10 lat, badanie moczu wykazało duże ilości homocysteiny. Lewe oko chłopca musiało zostać enukleowane z powodu zakażenia gronkowcowego po epizodzie ostrej jaskry. Soczewka prawego oka przemieściła się do przedniej komory i również musiała zostać usunięta.
W tym samym czasie, niezależnie od lekarzy z Belfastu, chorobę opisali Gerritsen, Vaughn i Waisman w Madison, Wisconsin. W 1964 wykazano, że przyczyną homocystynurii jest deficyt syntazy β-cystationionowej. W 1968 Ratnoff wyjaśnił prozakrzepowe działanie L-homocysteiny.

## Etiologia i patofizjologia

### Metabolizm homocysteiny

Reakcja metaboliczna przemiany homocysteiny do cystationiny katalizowana przez syntazę β-cystationinową CBS przy udziale pirydoksyny.

#### Patofizjologia
Główną przyczyną zwiększonego wydalania z moczem L-homocysteiny i L-homocystyny powstającej z L-homocysteiny jest niedobór i zmniejszona aktywność enzymu syntazy β-cystationinowej (EC 4.2.1.22). Białko enzymu jest homotetramerem zawierającym jedną grupę hemową i po jednej cząsteczce 5’-fosforanu pirydoksalu na każdą podjednostkę. Gen koduje jedną podjednostkę enzymu o masie cząsteczkowej 63 kDa.
Blok metaboliczny powoduje gromadzenie się w osoczu L-homocysteiny i niedobór endogennej L-cysteiny. Homocysteina (Hcy albo HcyH) jest tiolem i reaguje z innymi tiolami tworząc dwusiarczki, które są oznaczane w standardowych testach wykrywających homocysteinę. Należą do nich m.in. homocystyna (Hcy-Hcy) i mieszany dwusiarczek homocysteina-cysteina (Hcy-Cys). Oznacza się też całkowitą homocysteinę (tHcy), odzwierciedlającą także reszty homocysteinowe przyłączone do białek.
Obniżona aktywność enzymu dotyczy wszystkich tkanek: wątroby, fibroblastów skóry, limfocytów. Gromadząca się homocysteina powoduje uszkodzenie włókien kolagenowych i elastynowych, przypuszczalnie homocysteina przyłącza się do reszt lizynylowych białek powodując tworzenie mostków tiazynowych.
L/D-Homocysteina jest inhibitorem tyrozynazy, odpowiadającej za produkcję barwnika włosów i skóry. Zwiększone ilości metabolitów metioniny wywierają toksyczne działanie na układ nerwowy; badanie neurohistopatologiczne u zmarłych pacjentów wykazało ogniska martwicy i gliozy.

#### Genetyka
Białko enzymu kodowane jest przez gen CBS w locus 21q22.3. Gen CBS zawiera 23 eksony; jego długość wynosi 25-30 kpz, w zależności od komórki powstają tkankowo specyficzne izoformy mRNA różniące się długością od 2,5 do 3,5 kpz. Do tej pory opisano przynajmniej 130 mutacji CBS.
Większość mutacji w genie CBS to mutacje missens, w większości zachodzące de novo. Znane są cztery mutacje nonsens, a większość pozostałych to delecje, insercje i mutacje miejsca splicingowego. Około połowa wszystkich mutacji punktowych o charakterze substytucji powstaje wskutek deaminacji metylocytozyny w parach nukleotydów wysp CpG. Zidentyfikowano do tej pory 71 mutacji missens u pacjentów z deficytem syntazy β-cystationinowej. Wszystkie powodują znaczące obniżenie aktywności enzymu. Blisko 1/4 z nich znajduje się w ewolucyjnie konserwatywnym fragmencie białka kodowanym przez ekson 3. Dwie najczęstsze mutacje, p.I278T i p.G307S, dotyczą eksonu 8. Mutacja p.I278T jest „panetniczna”; odpowiada za około 25% wszystkich alleli genu u pacjentów z homocystynurią, u 29% chorych w Wielkiej Brytanii i 18% w USA. W niektórych obszarach jest jeszcze częstsza, np. w Holandii jej częstość jest bliska 50%.
Badania przesiewowe noworodków w Danii wykazały, że 1,4% populacji jest heterozygotycznych względem allelu p.I278T, co sugerowałoby faktyczną częstość homozygot w tamtejszej populacji na około 1:20 000, a nie przyjęte 1:335 000.
Mutacja G307S jest najczęstszą przyczyną homocystynurii w Irlandii (około 71% zmutowanych alleli). Była też często stwierdzana u amerykańskich pacjentów o „celtyckim” pochodzeniu, czyli mających irlandzkich, szkockich, angielskich, francuskich lub portugalskich przodków. Mutacje G307S były rzadko wykrywane u pacjentów we Włoszech, Niemczech, Holandii i w Czechach.
Trzecia najczęstsza mutacja to mutacja miejsca splicingowego w intronie 11, 1224-2 A>C (IVS 11-2 A>C), powodująca ominięcie przy translacji całego eksonu 12. Była wykrywana u około 20% pacjentów z homocystynurią niemieckiego i tureckiego pochodzenia, ale nie wykazano jej jak dotąd u chorych we Włoszech i Holandii. Mutacja IVS 11-2 A>C jest obok mutacji I278T najczęstszą u Czechów i Słowaków.
Jak dotąd najwyższa chorobowość klasycznej homocystynurii została odnotowana w Katarze. Stwierdzona u tamtejszego plemienia K. i plemienia M. mutacja c.1006C>T (p.R336C) dotyczy hipermutagennego obszaru wysp CpG. Efekt założyciela i często bliskie pokrewieństwo wchodzących w związki osób z jednego, mało licznego plemienia, doprowadziły w tej populacji do zwiększenia częstości homocystynurii do poziomu 1:3000, najwyższego na świecie.
W badaniu na populacji polskiej wykazano sześć różnych mutacji genu CBS, w tym cztery opisane już mutacje (c.1224-2A>C, c.684C>A, c.833T>C, c.442G>A) i dwie nieznane wcześniej (c.429C>G i c.1039+1G>T).
| Mutacja     | Mutacja        | Obszar genu                   | Fenotyp/odpowiedź na B6               | OMIM             | Przypisy |
| cDNA        | Aminokwasy     | Obszar genu                   | Fenotyp/odpowiedź na B6               | OMIM             | Przypisy |
| ----------- | -------------- | ----------------------------- | ------------------------------------- | ---------------- | -------- |
| c.919G>A    | p.G307S        | Ekson 8                       | Homocystynuria; brak odpowiedzi na B6 | OMIM#236200.0001 | [ 24 ]   |
| c.434C>T    | p.P145L        | Ekson 3                       | Homocystynuria; brak odpowiedzi na B6 | OMIM#236200.0002 | [ 25 ]   |
| c.341C>T    | p.A114V        | Ekson 3                       | Homocystynuria; brak odpowiedzi na B6 | OMIM#236200.0003 | [ 25 ]   |
| c.833T>C    | p.I278T        | Ekson 8                       | Homocystynuria; odpowiedź na B6       | OMIM#236200.0004 |          |
| c.415G>A    | p.G139R        | Ekson 3                       |                                       | OMIM#236200.0005 |          |
| c.430G>A    | p.E144K        | Ekson 3                       |                                       | OMIM#236200.0006 |          |
| c.1150A>G   | p.K384E        | Ekson 11                      | Homocystynuria; odpowiedź na B6       | OMIM#236200.0007 | [ 26 ]   |
| c.1616T>C   | p.L539S        | Ekson 16                      | Homocystynuria; odpowiedź na B6       | OMIM#236200.0008 | [ 26 ]   |
| c.797G>A    | p.R266K        | Ekson 7                       | Homocystynuria; odpowiedź na B6       | OMIM#236200.0009 |          |
| c.1330G>A   | p.D444N        | Ekson 12                      | Homocystynuria; odpowiedź na B6       | OMIM#236200.0010 |          |
| c.502G>A    | p.V168M        | Ekson 4                       | Homocystynuria; odpowiedź na B6       | OMIM#236200.0011 | [ 27 ]   |
| c.1224-2A>C | p.W409_G453del | Intron 11 (delecja eksonu 12) | Homocystynuria; odpowiedź na B6       | OMIM#236200.0012 | [ 28 ]   |
| c.1265C>T   | p.P422L        | Ekson 12                      | Zakrzepica hiperhomocysteinemiczna    | OMIM#236200.0013 | [ 29 ]   |
| c.1397C>T   | p.S466L        | Ekson 13                      | Zakrzepica hiperhomocysteinemiczna    | OMIM#236200.0014 | [ 30 ]   |
| c.1058C>T   | p.T353M        | Ekson 10                      | Homocystynuria; brak odpowiedzi na B6 | OMIM#236200.0015 | [ 31 ]   |
| c.429C>G    | p.I143M        | Ekson 3                       |                                       |                  |          |
| c.684C>A    | p.N228K        | Ekson 6                       |                                       |                  |          |
| c.572C>T    | p.T191M        | Ekson 5                       | Homocystynuria; brak odpowiedzi na B6 | OMIM#236200.0016 | [ 32 ]   |

### Inne przyczyny homocystynurii

Szlaki metaboliczne, których zaburzenie również może prowadzić do homocystynurii. 1) Niedobór adenozylotransferazy metioninowej I/III 2) niedobór N-metylotransferazy glicynowej (MAT I-III) 3) niedobór hydrolazy S-adenozylohomocysteiny 4) niedobory enzymów metabolizmu kobalaminy 5) zaburzenia metabolizmu metylenotetrahydrofolianu (metyleno-THF).

Poza mutacją w genie CBS, znanych jest szereg innych przyczyn mogących prowadzić do gromadzenia się homocysteiny w osoczu i zwiększonego wydalania homocystyny. Grupa rzadkich, uwarunkowanych genetycznie chorób metabolicznych zaburzających przemiany kobalaminy i metylenotetrahydrofolianu określana jest łącznie jako zaburzenia remetylacji. Ich rozpoznanie w badaniu przesiewowym noworodków jest zazwyczaj niemożliwe, ponieważ metody przesiewowe opierają się na pomiarze poziomu metioniny w osoczu, a w tych schorzeniach jest on obniżony. Przebiegają za to z hiperhomocysteinemią i hiperhomocystynemią. Należą tu:
- Kwasica metylomalonowa z homocystynurią typu cblC (OMIM#277400) spowodowana mutacją w genie MMACHC w locus 1p34.1 kodującym białko zaangażowane w metabolizm kobalaminy (witaminy B12)[33]; jest najczęstszą chorobą metaboliczną dotyczącą przemian kobalaminy, do tej pory opisano około 250 przypadków. U pacjentów z kwasicą metylomalonową z homocystynurią typu cblC stwierdza się homocysteinemię, kwasicę metylomalonową, cystationinemię i obniżenie stężenia metioniny w osoczu[34]. W obrazie choroby obok opóźnienia umysłowego stwierdza się nieprawidłowości hematologiczne, neurologiczne, okulistyczne i dermatologiczne;
- Homocystynuria spowodowana niedoborem reduktazy N(5,10)-metylenotetrahydrofolianu (OMIM*607093) wywołanym mutacjami/ polimorfizmami w genie MTHFR[35];
- Zespół Imerslund-Gräsbecka (OMIM#261100) spowodowany mutacją w genie receptora dla kompleksu kobalamina-czynnik wewnętrzny (CUBN albo AMN);
- Homocystynuria z niedokrwistością megaloblastyczną spowodowana niedoborem reduktazy syntazy metioninowej (OMIM#236270) związana z mutacjami w genie MTRR[36];
- Homocystynuria z niedokrwistością megaloblastyczną spowodowana defektem metabolizmu kobalaminy, typ cblG  (OMIM#250940) związana z mutacjami w genie MTR kodującym syntazę metioninową (metylotransferazę homocysteinową)[37][38];
- Kwasica metylomalonowa z homocystynurią, typ cblD (OMIM%277410) spowodowana mutacjami w genie mutazy metylomalonylo-CoA, enzymu zaangażowanego w metabolizm kobalaminy[39];
- Niedobór transkobalaminy-II (OMIM#275350) spowodowany mutacjami genu TC2 kodującego transkobalaminę II, białko transportujące kobalaminę[40].

Ponadto, w interpretacji wyników badań przesiewowych, należy uwzględnić stany hipermetioninemii. Zaburzenia transmetylacji metioniny przebiegają z podwyższeniem poziomu metioniny w osoczu, natomiast homocysteina jest w normie lub nieznacznie podwyższona, a homocystyna nieoznaczalna. Należą tu:
- niedobór adenozylotransferazy metioninowej I/III (OMIM#250850)[41]
- niedobór N-metylotransferazy glicynowej (GNMT) (OMIM#606664)[42]
- niedobór hydrolazy S-adenozylohomocysteinowej (OMIM+180960)[43].

Wtórna hipermetioninemia może być ponadto obserwowana w tyrozynemii typu I, galaktozemii i przy diecie bogatobiałkowej lub wzbogaconej w metioninę.

## Epidemiologia
Niedobór syntazy β-cystationinowej jest rzadką chorobą. Częstość schorzenia na całym świecie szacuje się na 1:335 000. W Irlandii jest ona wyższa i w oparciu o badania przesiewowe noworodków i dane kliniczne jest szacowana na około 1:65 000; w Niemczech częstość niedoboru CBS wynosi 1:17 800, w Norwegii 1:6 400. Dość częsta jest w Katarze i występuje tam z częstotliwością nawet 1:3 000. W Europie niedobór CBS jest wyjątkowo rzadki w populacji fińskiej. Homocystynuria jest też bardzo rzadka u Japończyków: szacuje się, że występuje tam z częstością 1:900 000.
W ośrodkach opiekujących się osobami upośledzonymi umysłowo częstość homocystynurii wynosi od 1:300 do 1:4 500. W grupie pacjentów z nieurazową dyslokacją soczewki homocystynuria występuje z częstością 1:20.

## Objawy i przebieg
Homocystynuria jest chorobą wielonarządową, powodującą zmiany patologiczne w tkance łącznej, mięśniowej, w ośrodkowym układzie nerwowym i narządzie wzroku. W późniejszym wieku najpoważniejszym objawem choroby są incydenty naczyniowe spowodowane zakrzepicą, będące pierwszą przyczyną śmierci pacjentów z niedoborem CBS. Poniżej wymienione są objawy opisywane u pacjentów z homocystynurią spowodowaną niedoborem CBS.

### Objawy oczne
- zwichnięcie soczewki (ectopia lentis) jest niemal stałą cechą choroby u pacjentów powyżej 10. roku życia; występuje u 70% pacjentów młodszych niż 10 lat i u około 85% wszystkich chorych. Średnia wieku wystąpienia dyslokacji soczewki u nieleczonych pacjentów to 8 lat[54]. Występuje zazwyczaj wcześniej u chorych nieodpowiadających na leczenie niż u odpowiadających na leczenie pirydoksyną[55]. Bardzo rzadko obserwowano podwichnięcie soczewki w niemowlęctwie[56]. Powikłaniami dyslokacji soczewki są zez (24%), zaćma (21%), ostra jaskra (19%), odwarstwienie siatkówki (15%) i jednooczna ślepota (18%)
- znaczna krótkowzroczność (<5 D)
- inne nieprawidłowości soczewki, np. spherophakia (50%)
- zanik nerwu wzrokowego (mniej często[57])

### Nieprawidłowości układu ruchu
- „marfanoidalny” typ budowy ciała
- wysoki wzrost
- długie kończyny (dolichostenomelia) i palce (arachnodaktylia)
- dwuwklęsłe kręgi (powikłanie osteoporozy)
- skolioza (jako powikłanie osteoporozy, także u pacjentów z prawidłowa gęstością kości)
- nieprawidłowy kształt i wielkość przynasad kości długich[57]
- stopa wydrążona (pes excavatum)
- dolichocefalia
- wysoko wysklepione, „gotyckie” podniebienie
- kolana koślawe
- kifoza (mniej często[57])
- krótka czwarta kość śródręcza
- w niektórych przypadkach wybiórcze zahamowanie wzrostu kości księżycowatej dłoni i stóp[58][59][60]
- deformacje klatki piersiowej (kurza lub szewska klatka piersiowa)
- skłonność do osteoporozy, zwłaszcza kręgów i kości długich; u 50% pacjentów ujawnia się w okresie dojrzewania
- sztywność stawów z tendencją do przykurczy

### Nieprawidłowości ośrodkowego układu nerwowego
- opóźnienie umysłowe: u 284 pacjentów średnie IQ wynosiło 79 punktów w grupie dobrze odpowiadających na pirydoksynę i 57 punktów u tych, którzy nie mieli poprawy klinicznej po pirydoksynie[55]; zakres ilorazu inteligencji u pacjentów obejmuje wartości od 10 do 138[13]
- problemy psychologiczne: zaburzenia osobowości (19%), zaburzenia lękowe, depresja (10%), zaburzenie obsesyjno-kompulsyjne (5%) i psychotyczne[61]. Wbrew wcześniejszym doniesieniom[62][63], nie potwierdzono tezy o częstszym występowaniu schizofrenii w tej grupie pacjentów[61]
- objawy pozapiramidowe (np. dystonia)[13]
- nieprawidłowości w EEG (nadmierna aktywność fali wolnych, obecne iglice fal szybkich)[64]
- drgawki – występują u 21% nieleczonych pacjentów[13]; w 70% są to napady typu grand mal[17]

### Nieprawidłowości układu krążenia
- predyspozycja do zakrzepicy u pacjentów ze współistniejącą mutacją czynnika V Leiden; incydenty naczyniowe opisywano nawet u niemowląt[13], ale typowo występują one u młodych dorosłych[65][66]. Zakrzepica dotyczyć może zarówno dużych, jak i małych tętnic, a także żył. Zakrzepica żylna często prowadzi do groźnej dla życia zatorowości płucnej[67] lub do serca płucnego. Opisywano zakrzepicę dużych żył: żyły głównej dolnej, żył udowych, biodrowych, nerkowych i żyły wrotnej[68], a także zakrzepicę zatoki strzałkowej[69]. Zakrzepica prowadzi do udaru mózgowego, z porażeniem połowiczym i (lub) ogniskowymi objawami ubytkowymi, w zależności do lokalizacji i rozległości ogniska udarowego[66]. Zawały nerek prowadzą do nadciśnienia nerkopochodnego. Zator tętnicy środkowej siatkówki jest przyczyną zaniku nerwu wzrokowego. Zaledwie około 4% epizodów zatorowych u pacjentów z niedoborem CBS prowadzi do zawału serca[55]. Ciąża zwiększa ryzyko zakrzepicy, zwłaszcza w okresie poporodowym, jednak większość ciąż pacjentek z niedoborem CBS jest niepowikłana[13];
- flushing (napadowe, naczyniopochodne zaczerwienienie skóry) policzków
- siność siatkowata[70]

### Inne cechy
- jasne, łamliwe włosy (potraktowane oranżem akrydynowym dają pomarańczowoczerwoną fluorescencję, a nie zieloną, jak zwykłe włosy)[70]
- cienka, jasna skóra; blizny na rękach i nogach są pokryte cienką, atroficzną skórą przypominającą bibułkę do papierosów[70]
- niekiedy obserwuje się hiper- lub hipohydrozę, akrocyjanozę[70]
- na skórze twarzy obserwuje się poszerzone pory[70]
- zmiany stłuszczeniowe w wątrobie[71]
- skłonność do przepuklin pachwinowych i pępkowych
- miopatia, hipotonia mięśniowa[70]
- nieprawidłowości endokrynologiczne[72]
- obniżony poziom czynników krzepnięcia
- zazwyczaj stwierdza się nieprzyjemny zapach moczu[13][70]
- jako powikłanie opisywano zapalenie trzustki[73][74][75][76] i samoistną odmę opłucnową[70][77].

## Rozpoznanie
Rozpoznanie stawiane jest na podstawie podwyższonego poziomu homocystyny w moczu, podwyższonych poziomów L-homocysteiny i L-metioniny w surowicy i obniżonej aktywności syntazy β-cystationinowej w fibroblastach skóry lub w hepatocytach, a także w amniocytach.
Aktywność CBS oznacza się w hodowli fibroblastów skóry pacjenta i wynosi od 0 do 1,8 U/mg białka w porównaniu z wartościami prawidłowymi 3,7–60 U/mg. Aktywność enzymu może być wyższa u pacjentów odpowiadających na leczenie pirydoksyną, ale nie pozwala zróżnicować tych dwóch podgrup pacjentów.
W krajach, w których wprowadzono badania przesiewowe, do wykrycia L-homocysteiny w osoczu stosuje się spektromertię masową. Inne znajdujące jeszcze niekiedy zastosowanie testy to reakcja z nitroprusydkiem i solami srebra na obecność homocystyny w moczu oraz reakcja z nitroprusydkiem i cyjankiem pozwalająca wykryć cystynę i homocystynę w moczu przy wykorzystaniu reakcji Branda.
| Oznaczany metabolit           | Próbka | Noworodek z homocystynurią    | Nieleczony starszy pacjent z homocystynurią | Kontrola                     |
| ----------------------------- | ------ | ----------------------------- | ------------------------------------------- | ---------------------------- |
| L-Homocystyna                 | Osocze | 10–100 μmol/l (0,1–1,3 mg/dl) | >100 μmol/l (>3 mg/dl)                      | <1 μmol/l (<0,03 mg/dl)      |
| Homocysteina całkowita (tHcy) | Osocze | 50–100 μmol/l                 | >100 μmol/l                                 | <15 μmol/l                   |
| L-Metionina                   | Osocze | 200–1500 μmol/l (3–23 mg/dl)  | >50 μmol/l (>0,7 mg/dl)                     | 10–40 μmol/l (0,2–0,6 mg/dl) |
| L-Homocystyna                 | Mocz   | +                             | +                                           | -                            |

### Określenie wrażliwości na pirydoksynę
Po rozpoznaniu homocystynurii, określa się odpowiedź pacjenta na pirydoksynę. W tym celu oznacza się podstawowe poziomy metioniny i homocystyny w osoczu, po czym podaje się doustnie 100 mg pirydoksyny doustnie. Po 24 godzinach ponownie oznacza się poziomy aminokwasów osocza. Zmniejszenie stężenia homocystyny i (lub) metioniny w osoczu o >30% sugeruje B6-zależną postać homocystynurii. O ile nie stwierdzono istotnego obniżenia poziomu oznaczanych aminokwasów w osoczu, powtarza się test z dawką 200 mg pirydoksyny i przeprowadza oznaczenie po kolejnych 24 godzinach. Jeżeli też w tym przypadku nie stwierdzono istotnej różnicy, podaje się 500 mg pirydoksyny (300 mg u niemowląt). Niemowlęta nie powinny otrzymać więcej niż 300 mg pirydoksyny/dzień, ponieważ opisywano przypadki ostrej niewydolności oddechowej zagrażającej życiu spowodowanej pirydoksyną.

### Określenie nosicielstwa
Heterozygotyczni nosiciele mutacji w genie CBS mają zazwyczaj prawidłowy poziom całkowitej homocysteiny w osoczu na czczo, ale mogą mieć podwyższony poziom homocystyny w moczu. Stwierdzono, że po obciążeniu 100 mg metioniny u 71% heterozygotycznych nosicieli mutacji warunkującej B6-niezależną postać homocystynurii i u 33% heterozygotycznych nosicieli mutacji odpowiadającej za B6-zależny fenotyp choroby, poziom homocysteiny w osoczu jest nieprawidłowy. Przy wykonywaniu testu z obciążeniem metioniną należy rozważyć możliwość wystąpienia objawów niepożądanych.

### Rozpoznanie prenatalne
Istnieje teoretyczna możliwość wykrycia choroby w okresie prenatalnym. Zastosowanie mogłaby mieć amniocenteza między 15 a 18 tygodniem ciąży i oznaczenie aktywności CBS w hodowli amniocytów, natomiast biopsja kosmówki nie jest przydatna, jako że w komórkach kosmówki prawidłowa aktywność enzymu jest bardzo niska. Wykazano także przydatność pomiaru aktywności CBS w bezkomórkowym płynie owodniowym. W bazie GeneTests Laboratory Directory nie znajduje się żadne laboratorium świadczące usługę prenatalnego rozpoznania homocystynurii: nie ma takiej potrzeby, ponieważ rozpoznanie choroby w okresie przedurodzeniowym nie daje dodatkowych możliwości terapeutycznych, a jedyna dodatkowa opcja jaką daje rozpoznanie choroby w tym okresie to terminacja ciąży.

### Różnicowanie
Diagnostyka różnicowa homocystynurii powinna obejmować inne przyczyny dyslokacji soczewki, opóźnienia rozwoju, wad kostnych, osteoporozy i incydentów naczyniowych, zwłaszcza w młodym wieku. Zwichnięcie soczewki występuje m.in. w zespole Marfana, zespole Weilla-Marchesaniego, hiperlizynemii, sulfocysteinurii; klatka piersiowa kurza jest cechą m.in. zespołu Marfana. Zespół Marfana powinien być zawsze uwzględniany w diagnostyce różnicowej homocystynurii jako najbardziej zbliżony fenotypowo: diagnostyka laboratoryjna i badanie genetyczne przesądzają o właściwym rozpoznaniu.

## Leczenie i zapobieganie powikłaniom
Obecnie istnieją trzy możliwości leczenia homocystynurii spowodowanej niedoborem aktywności CBS:
- podawanie pirydoksyny (witaminy B6)
- dieta ubogometioninowa, bogata w cysteinę
- podawanie betainy.

Celem leczenia jest korekta nieprawidłowości biochemicznych, przede wszystkim kontrola poziomu homocysteiny w osoczu. Najlepsze wyniki uzyskano u pacjentów rozpoznanych dzięki badaniom przesiewowym w okresie noworodkowym i u których wdrożono od razu leczenie, dzięki czemu poziom homocysteiny w osoczu utrzymany był poniżej poziomu 11 μmol/l (najlepiej < 5 μmol/l). Nie ustalono dotąd, w jakim stopniu przebieg leczenia zależy od kontroli poziomu homocysteiny w osoczu.

### Suplementacja pirydoksyny
U pacjentów z postacią homocystynurii odpowiadającej na pirydoksynę, prowadzi się dożywotnią suplementację witaminy B6 w dawce około 200 mg/dzień lub w najniższej dawce mającej efekt terapeutyczny. Pirydoksyna może być także uwzględniona w leczeniu pacjentów z postacią niereagującą na pirydoksynę, w dawkach 100–200 mg/d.

### Podawanie betainy
Betaina typowo podawana jest dwukrotnie w ciągu dnia w dawce podzielonej 6–9 g/dzień, jednak optymalna dawka nie została określona. Betaina daje niewiele działań niepożądanych: jednym z nich jest nieprzyjemny zapach potu, mogący powodować niechęć pacjenta do przyjmowania leku; hipermetionimemia może też (rzadko) prowadzić do obrzęku mózgu (w przypadku gdy poziom metioniny w osoczu jest rzędu >1000 mol/l). Betaina ma w USA status leku sierocego (orphan drug); w związku z rzadkością występowania homocystynurii produkcja leku jest kosztowna (w 2002 roku 5 g betainy kosztowało 45,35 funtów).

### Zapobieganie powikłaniom
Ponieważ u kobiet w ciąży ryzyko zakrzepicy wzrasta, szczególnie w okresie poporodowym, rekomenduje się profilaktyczne leczenie przeciwkrzepliwe w trzecim trymestrze i okresie połogu. Zazwyczaj podaje się dożylnie heparynę drobnocząsteczkową przez ostatnie dwa tygodnie ciąży i pierwsze sześć tygodni po porodzie. Proponowano też podawanie małych dawek aspiryny w okresie ciąży.
Matczyna homocystynuria, w przeciwieństwie do matczynej fenyloketonurii, nie wydaje się mieć niekorzystnego wpływu na rozwój dziecka i nie wymaga ściślejszego kontrolowania poziomu homocysteiny w osoczu w okresie ciąży. Zaleca się kontynuację leczenia pirydoksyną i (lub) stosowanie diety ubogometioninowej. Betaina najprawdopodobniej także nie wywiera teratogennego efektu na płód i jej podawanie powinno być utrzymane.
Zaleca się też niestosowanie doustnej antykoncepcji hormonalnej przez kobiety chore na homocystynurię, ponieważ również sprzyjają nadkrzepliwości i zwiększają ryzyko zakrzepicy.

### Leczenie powikłań
Jednym z najpoważniejszych powikłań homocystynurii jest zwichnięcie soczewki. Stan ten leczony jest chirurgicznie.

## Rokowanie
Pacjenci z homocystynurią mają znacznie skrócony czas przewidywanego przeżycia; większość umiera w 3. dekadzie życia z powodu powikłań zakrzepowo-zatorowych.

## Badania przesiewowe
Jak dotąd, badania przesiewowe dotyczące ogółu ludności w kierunku homocystynurii wprowadzono w następujących krajach:
- Stanach Zjednoczonych (niektóre stany; zob. National Newborn Screening Status Report[104])
- Wielkiej Brytanii
- Japonii (od 1977)[105]
- Irlandii (od 1971)[51]